# Caloplaca ignea
Caloplaca ignea (ватрено тачкасти лишај) је црвено-наранџасти лишај пронађен на југо-западу Сједињених Америчких Држава. Припада роду Caloplaca у оквиру породице Teloschistaceae. Мали лишај је величине 1-3 мм, дисколиког облика.